# Traun (řeka)
Traun (česky Travna) je rakouská řeka, pravostranný přítok Dunaje. Má délku 153 km.

## Průběh toku
Pramení v pohoří Totes Gebirge, protéká oblastí Solná komora (Salzkammergut) a u Lince se vlévá do Dunaje. Jsou na ní jezera Hallstätter See a Traunsee.

## Vodní režim
Průměrný průtok vody činí 135 m³/s.

## Využití
Řeka se využívá k zisku vodní energie. Protéká městy Bad Aussee, Bad Goisern, Bad Ischl, Gmunden, Wels a Traun.